# Звардемакер, Хендрик
Хендрик Звардемакер (также Цвардемакер, Цваардемакер, Звордемакер, нидерл. Hendrik Zwaardemaker; 10 мая 1857, Харлем — 19 сентября 1930, Утрехт) — нидерландский физиолог. Сын издателя и книготорговца Корнелиса Звардемакера (1828—1887) и писательницы Кодин Виссхер.
Изучал медицину в Амстердамском университете, окончив курс в 1879 году. Затем в течение трёх лет стажировался в Германии, в том числе под руководством Вилли Кюне. В 1882 году защитил докторскую диссертацию. В 1883—1886 гг. находился на военно-медицинской службе. Затем занимался исследованиями и преподавал, в 1897—1927 гг. профессор физиологии в Утрехтском университете, в 1909—1910 гг. его ректор.
Наиболее известен как исследователь обоняния; основной труд — «Физиология обоняния» (нем. Die Physiologie des Geruchs; 1895). Помимо прочего, разработал учение о парных запахах (воздействующих на одни и те же рецепторы), подобрав, в частности, парные приятные запахи к ряду неприятных запахов (первые могут заглушать последние): например, запах кедрового масла может перебить запахи табака и скатола. Сконструировал ольфактометр, носящий его имя. Занимался также исследованиями речевой акустики.
Действительный член академии Леопольдина (1919).